# 38 г. пр.н.е.
38 (тридесет и осма) година преди новата ера (пр.н.е.) е обикновена година, започваща в неделя или понеделник, или високосна година, започваща в събота, неделя или понеделник по юлианския календар.

## Събития

### В Римската република
- Консули на Римската република са Апий Клавдий Пулхер и Гай Норбан Флак. Суфектконсули стават Луций Корнелий Лентул и Луций Марций Филип.
- 17 януари – сватба на Гай Юлий Цезар Октавиан и Ливия Друзила.
- През пролетта:
  - Марк Агрипа е назначен за управител на Трансалпийска Галия, където потушава въстание на аквитаните.[1]
  - Марк Антоний пристига в Брундизий, където е поканен за преговори от Октавиан, който не успява да се яви. Антоний публикува публично укорително писмо и отплава за Изтока.[2]
- През лятото – флотът на Секст Помпей нанася поражения на Октавиан в морски битки при Куме и нос Сцилей.
- През есента – в битката при Гиндар, Публий Вентидий Бас разбива нахлулите в римска Сирия парти водени от Пакор I.[2]
- 27 ноември – триумф на Публий Вентидий Бас за победите му над партите.[3]
- Изтича мандата на триумвирата.[4]
- Публикувани са „Еклоги“ на Вергилий.[5]

## Родени
- 14 януари – Нерон Клавдий Друз, син на Ливия и Тиберий Клавдий Нерон, брат на Тиберий (умрял 9 г. пр.н.е.)

## Починали
- Пакор I, престолонаследник на Партия